# Palmina Piplović
Palmina Piplović (Split, 1922. – Split, 10. listopada 1944.) bila je hrvatska i jugoslavenska komunistica te pripadnica pokreta otpora i antifašistička borkinja.

## Životopis
Rođena je u braku Ivana i Marije rođ. Baldasar u obitelji s osmero djece, petero sinova i tri kćeri. Roditelji su bili iz mesarskih obitelji. 
Kao članica Komunističke partije bila je splitska civilna veza s partizanima u Drugome svjetskom ratu. U partizanima joj je bilo četvero braće i sve sestre. Troje je snašla okrutna sudbina: brat Špiro poginuo je na Zelengori, Palminu su nakon premlaćivanja i mučenja objesili Nijemci, a brata Karla, nogometaša RNK Split i pripadnika Prvog splitskog partizanskog odreda, Talijani su u zatvoru toliko prebili da nikada više nije došao k sebi te je umro u duševnoj bolnici.
Palmina i njen krug ljudi poticali su njemačke vojnike na dezertiranje. Pri jednoj akciji vođenja vojnika koji su namjeravali prići partizanima Palmina je uhićena i nakon strahovitih mučenja ubijena. Dana 7. listopada 1944. godine preko Solina upućen je u tajnoj akciji u partizane jedan njemački časnik s vojnikom dragovoljcem koji su se htjeli pridružiti partizanima. Ispostavilo se da je jedan među njima ubačeni Gestapov agent. U Solinu je trebala predati te ljude solinskoj vezi. Tada je vojnik ubio časnika, a kad je htio i Piplović metak mu se zaglavio u cijevi pa je ona pobjegla. Njemačke su je snage uhitile kad se vratila u Split. Odvedena je u njemački zatvor na Gripama gdje su je tukli danima. S još dvojicom suboraca bjegunaca (Nikola Zavoreo i izvjesni Nijemac, brijač Fritz) iz vojarne na Gripama koje su nakon bijega uhvatili, odveli su kamionom u Solin. Na predjelu Ljubinca, na putu prema Majdanu, objesili su je na električni stup na kojem je već bila pripremljena omča. Vješanje nije prošlo mirno. Palmina se opirala, pa su je dvojica udarali usadnicima po glavi. Kad su joj nataknuli omču, kamion je krenuo i objesio je. Isto su napravili s preostalom dvojicom, Zavoreom i Fritzom. Budući da je u ovom slučaju jedan časnik htio pobjeći u partizane, zbog sumnje u suradnju s partizanima, Nijemci su na Gripama objesili i tri svoja vojnika. Još jedan iz splitske veze, Mijić, koji je imao vezu s njemačkim vojnicima, pobjegao je tijekom noći. Sljedeća dva dana njeni drugovi Marta Erceg, Rina Piplović i izvjesni Ante došli su vidjeti može li se bez nevolja doći do stratiša i sahraniti obješene pokojnike. Nisu se usuđivali, jer su Nijemci tu još bili, moguće i zbog toga što su računali da će pripadnici pokreta otpora doći po tijela svojih pristaša. 12. listopada usudili su se prići do tijela svojih drugova koji su visili. Skinuli su ih s vješala i pokopali odmah pokraj puta. "Po želji stare Marice, ostrižu pletenice s »fjokićima« Palminine crne kose i predaju ih tužnoj majci..."
Poslije rata ekshumirana je i dostojno pokopana.
Obitelj je još dala za grad Split. Drugovi su poslije rata posjetili obitelj Piplović kojima su se požalili kako je mnoštvo djece koju se nema gdje smjestiti, spominjući im Varoš pun malešnih djevojčica i dječaka, a nigdje nije bilo zemljišta za jedan dječji vrtić. Palminina braća nisu nimalo dvojila pa su česticu koja je stoljećima pripadala njihovoj obitelji dali za dječji vrtić. Na toj čestici na Marjanu poviše Varoša, ispod marjanske vidilice, izgrađen je dječji vrtić koji je bio jedini javni spomen na Palminu Piplović u Splitu.  Vrtić njeno ime nosi do 1990. kada nestaje u naletu uklanjanja nazivlja iz vremena SFR Jugoslavije.
U gradskom kotaru Varošu 2017. godine ustanovljen je Dan sjećanja na Palminu. Dana 10. listopada 2020. godine u Plinarskoj ulici u Varošu svečano je otkriven mural naslikan njoj u čast, djelo Andreje Resner. Na muralu je prikazana Palmina, cvjetovi karanfila, njena pletena "kikica", gavran i trnovita grana. Svečano otkrivanje bio je završni događaj 2. Međunarodnog ženskog festivala u organizaciji Udruge Domina.